# Mousse
Mousse je pokrm původem z francouzské kuchyně, který bývá typicky měkký, jemný a díky bublinkám vzduchu také nadýchaný. Existuje více variant mousse, které se liší způsobem přípravy, konzistencí nebo chutí, existují sladké i slané varianty.
Základem mousse jsou vyšlehané bílky (sníh) nebo šlehačka, případně obojí. Někdy se přidává také želatina. Mousse se poté dále ochucuje přidáním dalších ingrediencí. Mezi sladké varianty mousse patří čokoládový, karamelový, kokosový, kávový, ovocný, vanilkový nebo mátový. Sladký mousse se obvykle podává vychlazený a jako dezert. Mezi slané varianty mousse patří masový, rybí, mušlový, sýrový, zeleninový nebo s foie gras. Slaný mousse se někdy podává také teplý, často s rozklepnutým vejcem. Kokosový mousse je specialitou kuchyně Nauru.